# FC Sportfreunde Leipzig
FC Sportfreunde Leipzig was een Duitse voetbalclub uit Leipzig, Saksen.

## Geschiedenis
De club werd in 1900 opgericht en sloot zich aan bij de Leipzigse voetbalbond. Nadat deze opging in de Midden-Duitse voetbalbond speelde de club in het kampioenschap van Noordwest-Saksen. In 1915 doorbrak de club de hegemonie van VfB Leipzig en SpVgg 1899 Leipzig-Lindenau en eindigde samen met Eintracht Leipzig bovenaan de rangschikking. Na een 4-0 winst in de beslissende wedstrijd werd de club kampioen. Dit seizoen was echter het enige seizoen in Midden-Duitsland dat er geen eindronde gespeeld werd, door het uitbreken van de Eerste Wereldoorlog.
De volgende titel kwam er pas in 1929. In de eindronde versloeg de club Zittauer BC met 0-5, SpVgg Naumburg met 4-0 en SC Apolda met 2-4. In de halve finale ging de club dan met 1-7 onderuit tegen Chemnitzer BC. Twee jaar later werd de club opnieuw kampioen, maar boekte geen succes meer en werd door Thüringen Weida meteen uitgeschakeld. Datzelfde jaar bereikte de club wel nog de finale van de Midden-Duitse beker en verloor die met 1-3 van SpVgg 1899 Leipzig.
In 1933 werd de Gauliga ingevoerd als hoogste klasse en hiervoor kwalificeerde de club zich niet. De club nam in 1939 nog deel aan de Tschammerpokal en versloeg NSTG Warnsdorf en Göttingen 05 alvorens een pak slaag te krijgen van SpVgg Blau-Weiß Berlin (2-9).
Na de Tweede Wereldoorlog werden alle Duitse voetbalclubs opgeheven. De Sportfreunde werden niet meer heropgericht.

## Erelijst
Kampioen Noordwest-Saksen
1915, 1929, 1931